# Checoslovaquia en los Juegos Olímpicos de Helsinki 1952
Checoslovaquia estuvo representada en los Juegos Olímpicos de Helsinki 1952 por un total de 99 deportistas que compitieron en 11 deportes.  
El portador de la bandera en la ceremonia de apertura fue el técnico deportivo Vít Matlocha.

## Medallistas
El equipo olímpico checoslovaco obtuvo las siguientes medallas:
| Nombre | Deporte            | Competición                  |
| --- | ------------------ | ---------------------------- |
| Oro |                    |                              |
| Emil Zátopek | Atletismo          | 5000 m M                     |
| Emil Zátopek | Atletismo          | 10000 m M                    |
| Emil Zátopek | Atletismo          | Maratón M                    |
| Dana Zátopková | Atletismo          | Jabalina F                   |
| Ján Zachara | Boxeo              | Pluma (57 kg) M              |
| Josef Holeček | Piragüismo         | C1 1000 m M                  |
| Jiří Havlis Jan Jindra Miroslav Koranda Stanislav Lusk Karel Mejta                                                                      | Remo               | Cuatro con timonel (M4+) M   |
| Plata |                    |                              |
| Josef Dolezal | Atletismo          | 50 km marcha M               |
| Josef Růžička | Lucha grecorromana | +87 kg M                     |
| Jan Brzák-Felix Bohumil Kudrna | Piragüismo         | C2 1000 m M                  |
| Bronce |                    |                              |
| Hana Bobková Eva Bosáková-Vechtová Alena Chadimová Matylda Matousková-Sínová Jana Rabasová Alena Reichová Bozena Srncová Vera Vancurová | Gimnasia artística | Concurso completo por eqs. F |
| Mikuláš Athanasov | Lucha grecorromana | 67 kg M                      |
| Alfréd Jindra | Piragüismo         | C1 10000 m M                 |